# 41-й истребительный авиационный полк
41-й истребительный авиационный полк — воинское подразделение Вооружённых Сил СССР в Великой Отечественной войне.

## История
Полк сформирован в ВВС Московского военного округа. Стал вторым полком в ВВС РККА, испытывающих самолёт И-200 — прототип МиГ-3. В сентябре 1939 года полк в составе ВВС Белорусского фронта участвовал в Польском походе РККА.
В составе действующей армии с 22 июня 1941 по 3 августа 1942 года.
На 22 июня 1941 года полк, имея на вооружении самолёты 22 И-16 и И-15 (в том числе 4 неисправных), 56 МиГ-1, МиГ-3 (на которых могли летать только 27 пилотов), базировался на основном аэродроме в Белостоке и частью на полевом аэродроме в Себурчине. Ещё до начала войны лётчики полка принудили к посадке на аэродром в Белостоке немецкий самолёт с разведчиками и фотоаппаратурой.
Уже к вечеру 23 июня 1941 года в полку уцелело всего 9 МиГ-3, 24 июня 1941 года в полку не осталось самолётов вообще. Отчасти это произошло потому, что:

Командир 41-го авиаполка майор Ершов в момент налёта самолётов противника утром 22 июня растерялся и не мог организовать личный состав полка для отпора противнику. Несмотря на то что при первом налёте фашистских самолётов на аэродром Сибурчин, где дислоцировался 41-й ИАП, противник не вывел из строя ни одного боевого самолёта, так как все они были рассредоточены и замаскированы, Ершов не принял самостоятельных действий по нанесению решительного удара самолётам противника, ожидая указаний от командования 9-й АД. Майор Ершов, имея в своём распоряжении боевой полк, вместо принятия решения действовать соединениями, высылал навстречу противнику по 1—2 самолёта, которые уничтожались противником…Не имея необходимости перебазироваться с аэродрома Сибурчин, так как на этом аэродроме имелось все для ведения боя, принял решение перебросить полк на аэродром Курьяны, а затем вечером 22 июня перебазировался на аэродром Квартеры. Впоследствии вся материальная часть была уничтожена вследствие того, что самолёты на этих аэродромах не имели воздуха для заправки самолётов и патрон к пулемёту БС, оказавшись небоеспособным.— При этом сам Герой Советского Союза Лепилин, чья цитата приведена здесь, написал в письме мне лично, внуку Ершова Виктора Сергеевича, что "Ваш дед научил нас воевать, т.к. у него был опыт боев в Китае и он практически первый в России стал использовать пары истребителей, а не тройки". Думаю, есть смысл и другую цитату этого заслуженного человека стоит привести, может просто он забыл, что он говорил на 30-летие победы? При этом надо отметить, что полковник Ершов во время командования 41 отдельным АИП имел самые низкие потери среди авиационно-истребительных полков, т.к. по словам того же Лепилина "готов был простить все, кроме воздушного хулиганства, как Чкалов, иначе воевать не научитесь".
При этом, надо отметить, что майор  Ершов прошёл всю войну, закончил её полковником.
По устному распоряжению командующего ВВС генерала П. Ф. Жигарева вечером 27 июня 1941 года в часть прислали 12 МиГ-3. С этого времени полк действует в районе Могилёва, базируясь на Луполовском аэродроме, а затем в начале июля 1941 года перелетел в район Москвы и вошёл в состав войск ПВО, где действует до середины августа 1941 года.
13 августа 1941 года переброшен на Северо-Западный фронт, где до октября 1941 года действовал в составе 7-й смешанной авиационной дивизии. Одна из эскадрилий полка в августе 1941 года базировалась на аэродроме на аэродроме Гостевщина (в 8 километрах от Белого Бора). Так, 19 августа 1941 года ведёт бой над Старой Руссой, 21 сентября 1941 года над Лычково Полк представлялся к Ордену Красного Знамени, но по-видимому не получил его. В октябре 1941 года прошёл переформирование, был вновь укомплектован самолётами МиГ-3 (37 машин)
С 6 октября 1941 года до начала декабря 1941 года полк участвовал в боях одной эскадрильей, переданной в состав резервной авиагруппы полковника Н. А. Сбытова, которая действовала на Можайской линии обороны Западного фронта, прикрывая бомбардировщики Douglas A-20 Havoc. Оставшиеся части вели оборону Москвы, находясь в резерве Военного Совета ВВС РККА и собственно действовал как часть ПВО, вылетая на перехват немецких самолётов в основном ночью, так в ночь на 23 октября 1941 года сбил два He 111, а всего за октябрь 1941 года уничтожил 7 машин.
В середине января 1942 года был передан в состав ВВС 5-й армии, на 24 января 1942 года в составе полка числилось 23 боевых самолёта: МиГ-3 — 17 штук и Як-1 — 6 штук.
С 22 июня 1941 года по 28 января 1942 года лётчики полка по отчётам выполнили 3332 самолёто-вылета, из них 1070 на прикрытие, 870 на штурмовку и 598 на отражение налётов авиации противника, проведя в воздухе 2875 часов, Полк уничтожил 83 немецких самолёта в ходе воздушных боев и 24 — при штурмовках аэродромов? 18 танков, 22 бензоцистерны, 28 зенитных и 9 полевых орудий, 1 склад боеприпасов, разгромил штаб фашистского соединения, разрушил 3 переправы
16 января 1942 года полк с аэродрома Калинина перебазировался под Ленинград, с 24 января 1941 года действует с аэродрома Гремячево Киришского района C конца января 1942 года полк действовал на Любанском направлении, сначала в составе ВВС 59-й армии, а с марта 1942 в составе 2-й резервной авиационной группы, которая в свою очередь действовала в основном в интересах 2-й ударной армии, проводившей Любанскую операцию.
Так, в частности полк выполнял следующие задачи:
- Сопровождение бомбардировщиков до целей и по маршрутам (Тосно, Любань, Апраксин Двор, Трегубово, Ямок, Коркино, Шимск).
- Обеспечение прикрытия своих войск в районе населённых пунктов: Спасская Полисть, Сенная Кересть, М. Опочивалово, Коляжка, Бор, Вяжищи.
- Обеспечение прикрытия своих аэродромов (Гремячево).
- Штурмование войск противника.
- Прикрытие города Малая Вишера.

С 22 июня 1941 года по весну 1942 года полк по своим отчётам совершил 4445 боевых вылетов, уничтожил 35 танков, 657 автомашин, 22 бензоцистерны, 16 тракторов, 38 орудий зенитной артиллерии, 11 полевых орудий, 60 зенитных пулемётов, 1 склад с боеприпасами, 491 повозку с грузом и боеприпасами, 3 переправы, 1 штаб, рассеял и уничтожил до 5 полков пехоты, 144 самолёта, из них — 117 в воздушных боях.
9 августа 1942 года лётчик полка Аркадий Суков над озером Ильмень сбил кавалера Рыцарского Креста Макса Остерманна.
В августе 1942 года полк расформирован, а личный состав был передан в основном на укомплектование 1-й перегоночной авиационной дивизии ГВФ, сформированной для перегонки самолётов по трассе Аляска—Сибирь (АЛСИБ), поступающих по ленд-лизу через Чукотку.
По воспоминаниям Героя Советского Союза А. А. Липилина полк
…осенью 1942 года весь 41-й истребительный авиаполк снимают из-под Новгорода и направляют сначала в Иваново на переобучение, освоение иностранной авиатехники, а затем в Красноярск, на трассу…И это несмотря на то, что немцы в те дни прижали защитников Сталинграда к берегу Волги. 
В 1942 году полк был представлен к званию гвардейского.

## Полное наименование
- 41-й истребительный авиационный полк

## Подчинение
| Дата            | Фронт (округ)                                              | Армия                            | Корпус                                    | Дивизия                                 | Примечания                                      |
| --------------- | ---------------------------------------------------------- | -------------------------------- | ----------------------------------------- | --------------------------------------- | ----------------------------------------------- |
| 22.06.1941 года | Западный фронт                                             | -                                | -                                         | 9-я смешанная авиационная дивизия       | -                                               |
| 01.07.1941 года | Западный фронт                                             | -                                | -                                         | 43-я истребительная авиационная дивизия | -                                               |
| 10.07.1941 года | Московский военный округ                                   | -                                | -                                         | -                                       | точных данных нет, либо 24, либо 78 дивизия ПВО |
| 01.08.1941 года | Московский военный округ                                   | -                                | 6-й истребительный авиационный корпус ПВО | -                                       | -                                               |
| 01.09.1941 года | Северо-Западный фронт                                      | 11-я армия                       | -                                         | 7-я смешанная авиационная дивизия       | -                                               |
| 01.10.1941 года | -                                                          | -                                | -                                         | -                                       | нет данных                                      |
| 01.11.1941 года | -                                                          | -                                | -                                         | -                                       | нет данных                                      |
| 01.12.1941 года | Московский военный округ                                   | -                                | -                                         | -                                       | -                                               |
| 01.01.1942 года | Московская зона обороны                                    | -                                | -                                         | -                                       | -                                               |
| 01.02.1942 года | Волховский фронт                                           | 59-я армия                       | -                                         | -                                       | -                                               |
| 01.03.1942 года | Волховский фронт                                           | 59-я армия                       | -                                         | -                                       | -                                               |
| 01.04.1942 года | Волховский фронт                                           | 2-я резервная авиационная группа | -                                         | -                                       | -                                               |
| 01.05.1942 года | Ленинградский фронт (Группа войск Волховского направления) | 2-я резервная авиационная группа | -                                         | -                                       | -                                               |
| 01.06.1942 года | Ленинградский фронт (Волховская группа войск)              | 2-я резервная авиационная группа | -                                         | -                                       | -                                               |
| 01.07.1942 года | Волховский фронт                                           | 2-я резервная авиационная группа | -                                         | -                                       | -                                               |
| 01.08.1942 года | Волховский фронт                                           | -                                | -                                         | -                                       | -                                               |

## Командиры
- сентябрь 1939 — январь 1941 -  Нога, Митрофан Петрович, майор
- 1941 — август 1942 — Ершов, Виктор Сергеевич, майор, впоследствии подполковник

## Отличившиеся воины полка
| Награда | Ф. И. О.                      | Должность      | Звание            | Дата награждения | Данные о количестве вылетов                                                                             | Примечания       |
| ------- | ----------------------------- | -------------- | ----------------- | ---------------- | --- | ---------------- |
|         | Липилин, Александр Алексеевич | Командир звена | Старший лейтенант | 24.02.1942       | 112 боевых вылетов, сбил 9 вражеских самолётов, сжёг на земле более 30 автомашин, разрушил 4 переправы. | -                |
|         | Чулков, Иван Денисович        | Командир звена | Старший лейтенант | 24.02.1942       | 87 боевых вылетов, сбил лично 9 вражеских самолётов и 2 в группе, сжёг на земле 2 зенитные установки    | погиб 02.02.1942 |